# Барсуки (Запольский сельсовет)
Барсуки́ — деревня в составе Запольского сельсовета Белыничского района Могилёвской области Республики Беларусь.

## Географическое положение
Ближайшие населённые пункты: Старина, Заполье, Мистровка.